# Hauerhaus Alt-Rehberg 4

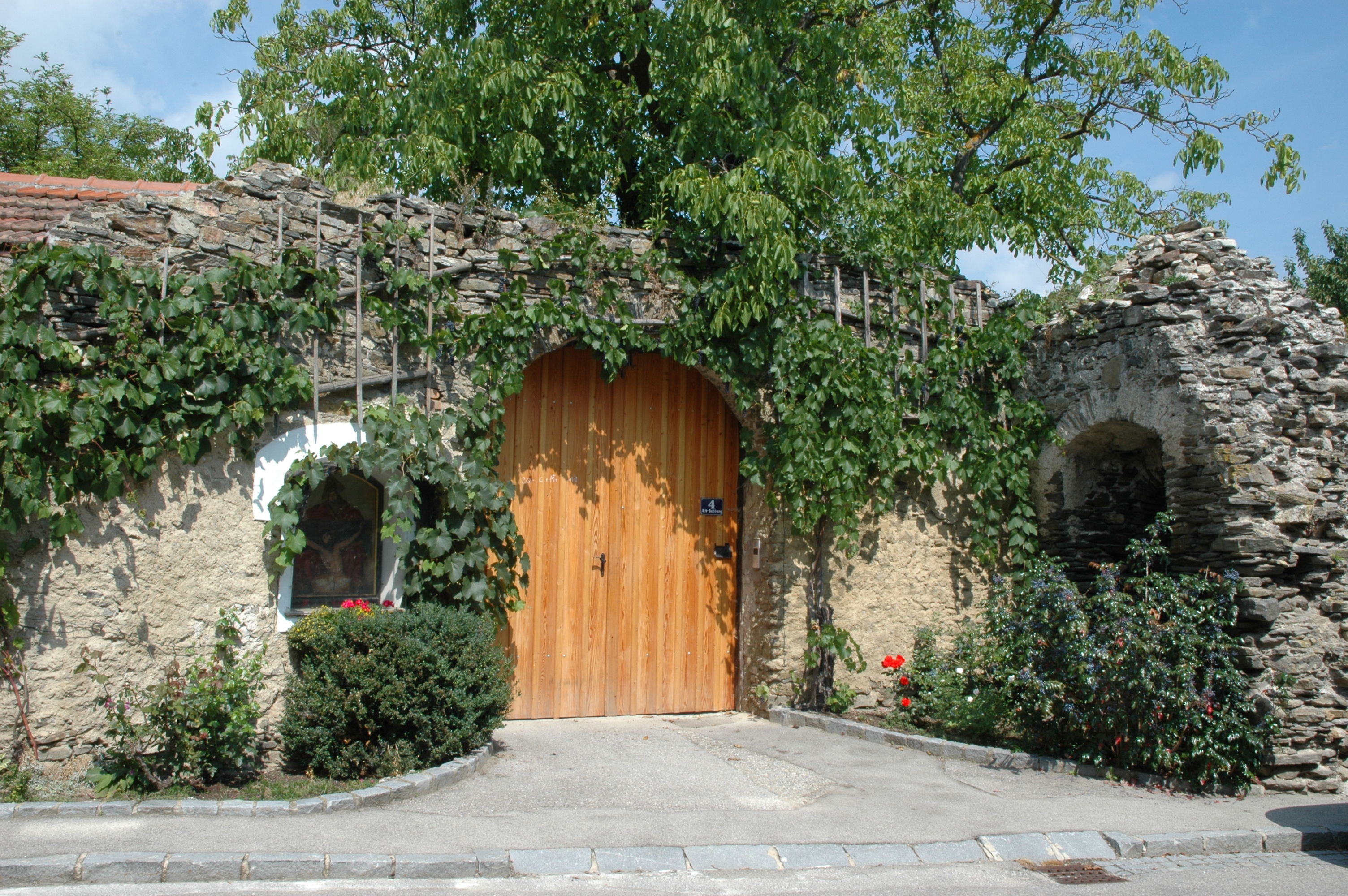
Hauerhaus Alt-Rehberg 4 in Rehberg in Krems an der Donau

Das Hauerhaus Alt-Rehberg 4 steht in der Ortschaft Rehberg in der Statutarstadt Krems an der Donau in Niederösterreich. Das mittelalterliche Gebäude steht unter Denkmalschutz (Listeneintrag).

## Geschichte
Das bemerkenswerte wuchtige mittelalterliche Gebäude aus dem 14. und 15. Jahrhundert steht an der ehemaligen Befestigungsmauer der Kirch- und Burgsiedlung Rehberg. Links vor dem Tor ist eine auf Holz gemalte Hl. Dreifaltigkeit und auf der rechten Seite ist eine spitzbogene Tür in einem Mauerbruchstück des abgerissenen Imbacher Tores.

## Architektur
Das zweigeschoßige traufständige Gebäude über einem hakenförmigen Grundriss aus Bruchsteinmauerwerk, straßenseitig unverputzt, hat im Südosten zwei Biforenfenster in einer Ziegelrahmung und Fenster mit Konsolsteinen. Hofseitig steht eine tonnengewölbte Außentreppe mit Schlitzfenstern aus dem 14. Jahrhundert. Das Obergeschoß hat Kleeblattfenster aus dem 14. Jahrhundert.
Der nördliche Wirtschaftstrakt hat im Erdgeschoß einen zweischiffigen zweijochigen Stallraum mit Platzlgewölben aus dem 18. Jahrhundert, das Obergeschoß ist ein ehemaliger Stall mit Sitznischen aus dem 15. Jahrhundert, der Holzboden wurde später abgesenkt. Der Zugang erfolgt über ein Spitzbogenportal. Im gesamten Obergeschoß gibt es gotische Spitzbogenportale, ein Raum hat ein weites Kreuzgratgewölbe. 
Die spätmittelalterliche Rauchküche mit einem monumentalen Pyramidenkamin mit einem Kreuzdachabschluss steht frei im Innenhof.